# USS Savannah (CL-42)
Lo USS Savannah (hull classification symbol CL-42) fu un incrociatore leggero della United States Navy, appartenente alla classe Brooklyn ed entrato in servizio nel marzo 1938.
Dopo missioni di pattugliamento e addestramento al largo delle coste orientali degli Stati Uniti d'America e nell'oceano Pacifico, all'entrata del paese nella seconda guerra mondiale nel dicembre 1941 il Savannah fu destinato alle operazioni nell'oceano Atlantico, partecipando agli sbarchi dell'operazione Torch in Nordafrica nel novembre 1942. A partire dal maggio 1943 l'incrociatore fu attivo nel settore del mar Mediterraneo, conducendo ripetute missioni di supporto di fuoco ai reparti a terra nel corso dello sbarco in Sicilia e dello sbarco a Salerno; l'11 settembre 1943, mentre si trovava al largo di Salerno, l'incrociatore fu gravemente danneggiato in un attacco aereo tedesco.
Riparata, l'unità non partecipò ad altre particolari imprese belliche, svolgendo principalmente il ruolo di unità d'addestramento; ritirato dal servizio il 3 febbraio 1947, il Savannah fu ufficialmente radiato il 1º marzo 1959 e quindi venduto per la demolizione il 25 gennaio 1966.

## Storia

### Periodo interbellico

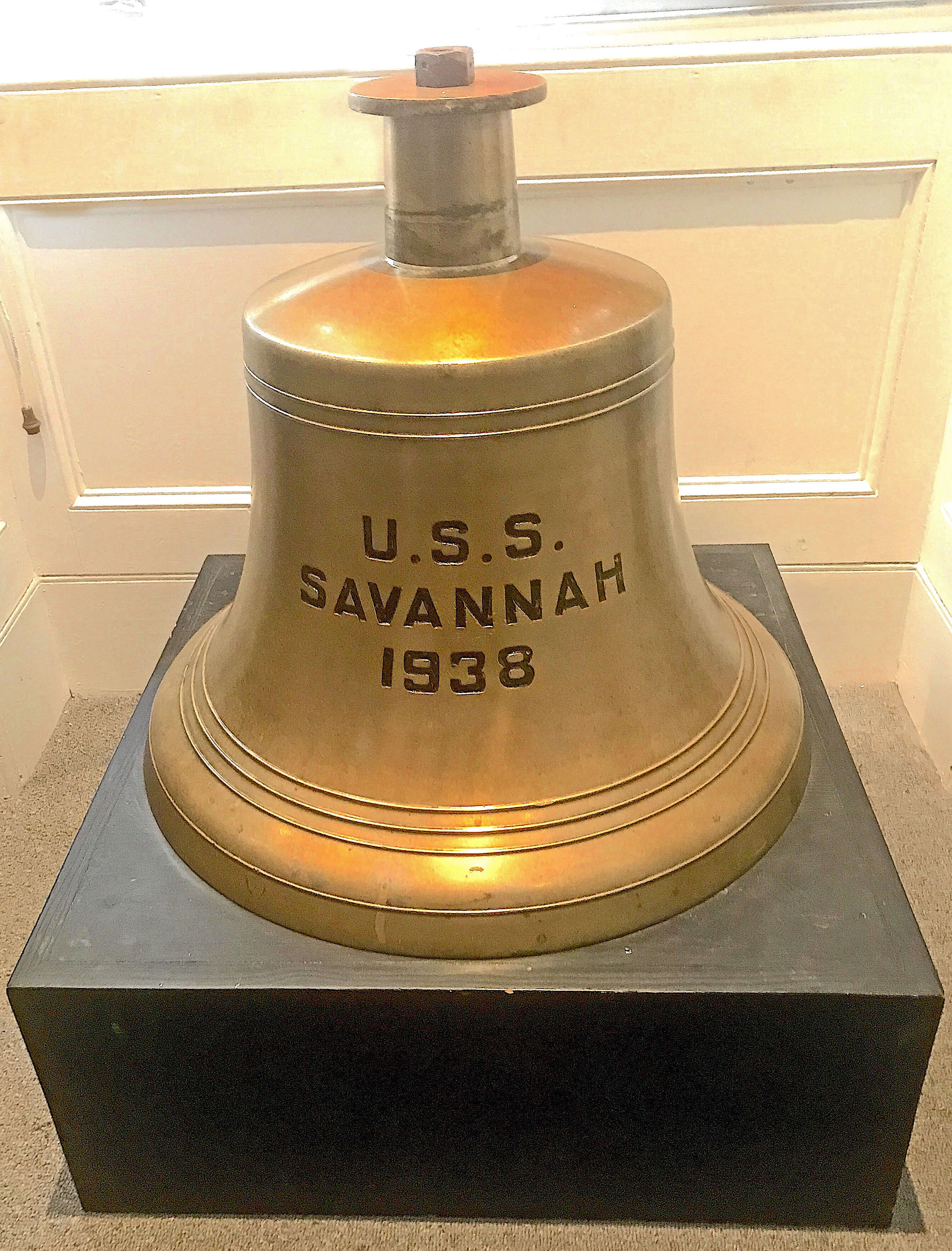
La campana dell'incrociatore, oggi esposta al Sea Maritime Museum di Savannah

Impostata il 31 maggio 1934 nei cantieri della New York Shipbuilding Corporation di Camden, la nave venne varata l'8 maggio 1937 con il nome di USS Savannah in onore dell'omonima città della Georgia; madrina del varo fu Jayne Maye Bowden, nipote del senatore ed ex governatore della Georgia Richard Russell Jr.. L'unità entrò poi in servizio il 10 marzo 1938.
Il Savannah compì la sua prima crociera un mese dopo la sua entrata in servizio, toccando la Baia di Guantánamo a Cuba e Les Gonaïves ad Haiti prima di rientrare in patria per completare le ultime sistemazioni. Viste le avvisaglie di guerra che si avvertivano in Europa, il 26 settembre l'incrociatore salpò per l'Inghilterra raggiungendo Portsmouth il 4 ottobre per proteggere i cittadini statunitensi nella zona; la stipula dell'accordo di Monaco sembrò stemperare la tensione, e il Savannah rientrò in patria il 18 ottobre. L'unità trascorse i mesi seguenti intraprendendo crociere addestrative ed esercitazioni di flotta nelle acque dei Caraibi e lungo la costa orientale degli Stati Uniti; il 26 maggio 1939 l'incrociatore si trasferì sulla costa ovest a San Diego via canale di Panama, partecipando a manovre ed esercitazioni nell'oceano Pacifico intervallate da un turno di lavori di manutenzione presso il Mare Island Naval Shipyard di Vallejo.
All'inizio del gennaio 1941 il Savannah si trasferì nella base di Pearl Harbor, intraprendendo una serie di missioni e dimostrazioni di forza per intimidire il crescente espansionismo militare dell'Impero giapponese nella regione del Pacifico: in febbraio trasportò truppe e rifornimenti all'Atollo di Midway in coppia con le unità gemelle USS Brooklyn e USS Philadelphia, mentre in marzo fece parte di un ampio squadrone navale che incrociò nel Pacifico meridionale visitando le Samoa, Auckland e Tahiti prima di rientrare a Pearl Harbor.
Il 16 maggio il Savannah divenne nave ammiraglia dell'8ª Divisione incrociatori, e il 19 maggio lasciò il Pacifico per rientrare sulla costa est degli Stati Uniti visto il crescente imperversare del conflitto tra tedeschi e britannici nella regione dell'oceano Atlantico. La nave partecipò quindi alle operazioni della "Neutrality Patrol" volta a garantire la neutralità degli Stati Uniti e la protezione del suo traffico commerciale, incrociando più volte nei Caraibi e lungo la costa orientale degli Stati Uniti prima di intraprendere, tra il 24 e il 26 novembre, un nuovo ciclo di lavori di manutenzione presso il New York Navy Yard.

### Operazioni in Atlantico
Il Savannah si trovava ancora a New York quando, a seguito degli eventi dell'attacco di Pearl Harbor del 7 dicembre 1941, gli Stati Uniti entrarono in guerra. L'incrociatore fu subito impiegato in operazioni di vigilanza nell'Atlantico: dopo aver pattugliato le acque attorno a Bermuda in dicembre, all'inizio del 1942 compì una lunga crociera nell'Atlantico meridionale toccando i porti di Pernambuco, Montevideo, Buenos Aires, Santos e Port of Spain, mentre alla fine di febbraio fu inviato nei Caraibi per sorvegliare le colonie francesi della Martinica e di Guadalupa, fedeli al Governo di Vichy, e i movimenti navali che vi si svolgevano.
Tra il giugno e l'agosto 1942 il Savannah fu sottoposto a estesi lavori di manutenzione presso il Boston Navy Yard; rientrato in servizio, nell'ottobre l'incrociatore fu assegnato alla Western Task Force dell'ammiraglio Henry Kent Hewitt, formazione navale d'appoggio ai progettati sbarchi anglo-statunitensi nelle colonie francesi in Nordafrica (operazione Torch). Il Savannah partì da Norfolk il 24 ottobre, scortando l'enorme armata di navi da guerra e da trasporto statunitensi attraverso l'Atlantico centrale; a partire dall'8 novembre l'incrociatore appoggiò gli sbarchi anfibi a Mehdia in Marocco, fornendo fuoco d'artiglieria in supporto delle truppe a terra mentre i suoi idrovolanti compivano missioni di ricognizione e bombardamento nell'entroterra. Dopo la resa delle forze francesi l'11 novembre, il Savannah rientrò in patria.
Alla fine di dicembre 1942 l'incrociatore tornò nell'Atlantico meridionale per una nuova serie di missioni di pattugliamento a caccia di violatori di blocco tedeschi, agendo in coppia con il gruppo navale facente capo alla portaerei di scorta USS Santee. L'11 marzo 1943 il Savannah e il cacciatorpediniere USS Eberle riuscirono a intercettare il violatore di blocco Karin (ex mercantile olandese Kota Tjandi catturato precedentemente dalla nave corsara Komet), che si autoaffondò per evitare la cattura; il Savannah recuperò 72 membri dell'equipaggio tedesco, che riportò a New York come prigionieri di guerra il 28 marzo seguente.

### Operazioni nel Mediterraneo

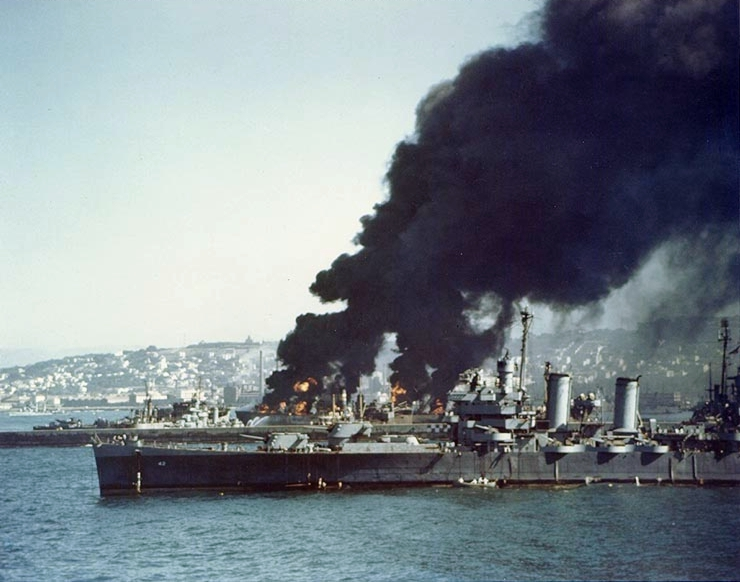
Il Savannah ad Algeri il 16 luglio 1943; alle sue spalle si vedono le fiamme alzarsi dal mercantile Bjørkhaug, incendiatosi dopo aver urtato una mina

Dopo un nuovo ciclo di lavori, il Savannah salpò da Norfolk il 10 maggio 1943 per dirigere alla volta del teatro bellico del mar Mediterraneo; arrivato a Orano il 23 maggio, l'unità fu assegnata all'8ª Divisione incrociatori con il Philadelphia e il USS Boise e destinata al supporto degli sbarchi alleati in Sicilia (operazione Husky). Il 10 luglio seguente il Savannah fornì fuoco d'artiglieria in appoggio allo sbarco della 1st Infantry Division nella zona di Gela; tre degli idrovolanti da ricognizione catapultati dall'incrociatore furono abbattuti dai caccia tedeschi quello stesso 10 luglio.
L'11 luglio il Savannah tornò in azione per contrastare un contrattacco delle forze italo-tedesche contro la testa di ponte di Gela: i cannoni dell'incrociatore spararono più di 500 colpi durante la battaglia, mettendo fuori combattimento diversi carri armati dell'Asse prima ancora che potessero entrare in azione e dando un forte contributo alla sconfitta del contrattacco nemico; vari attacchi aerei tedeschi ai danni dell'incrociatore non causarono invece alcun danno. Il 13 luglio i cannoni dell'incrociatore furono ancora una volta determinanti, battendo duramente le posizioni italiane nella zona di Butera in appoggio all'avanzata della 1st Division fuori dalla testa di ponte; quando infine il giorno seguente l'unità lasciò le acque siciliane per rientrare ad Algeri, il Savannah aveva trascorso 97 ore in combattimento sparando 1 890 colpi d'artiglieria di grosso calibro.
Il 16 luglio, mentre si trovava alla fonda nella rada di Algeri, il Savannah prestò soccorso ai superstiti del mercantile norvegese Bjørkhaug, esploso e affondato in porto dopo aver urtato una mina navale. L'incrociatore tornò poi nelle acque della Sicilia il 19 luglio, per supportare l'avanzata della Seventh United States Army lungo la costa nord-occidentale dell'isola; raggiunta Palermo il 30 luglio, l'unità fornì sorveglianza radar e fuoco contraereo per contrastare due incursioni di velivoli tedeschi il 1º e il 4 agosto. Nei giorni seguenti l'incrociatore compì svariate missioni di appoggio di fuoco lungo la costa della Sicilia, e l'8 agosto supportò uno sbarco anfibio di reparti statunitensi a San Fratello; il 10 agosto il Savannah rientrò nella base di Algeri per prepararsi ai progettati sbarchi anfibi nell'Italia meridionale.

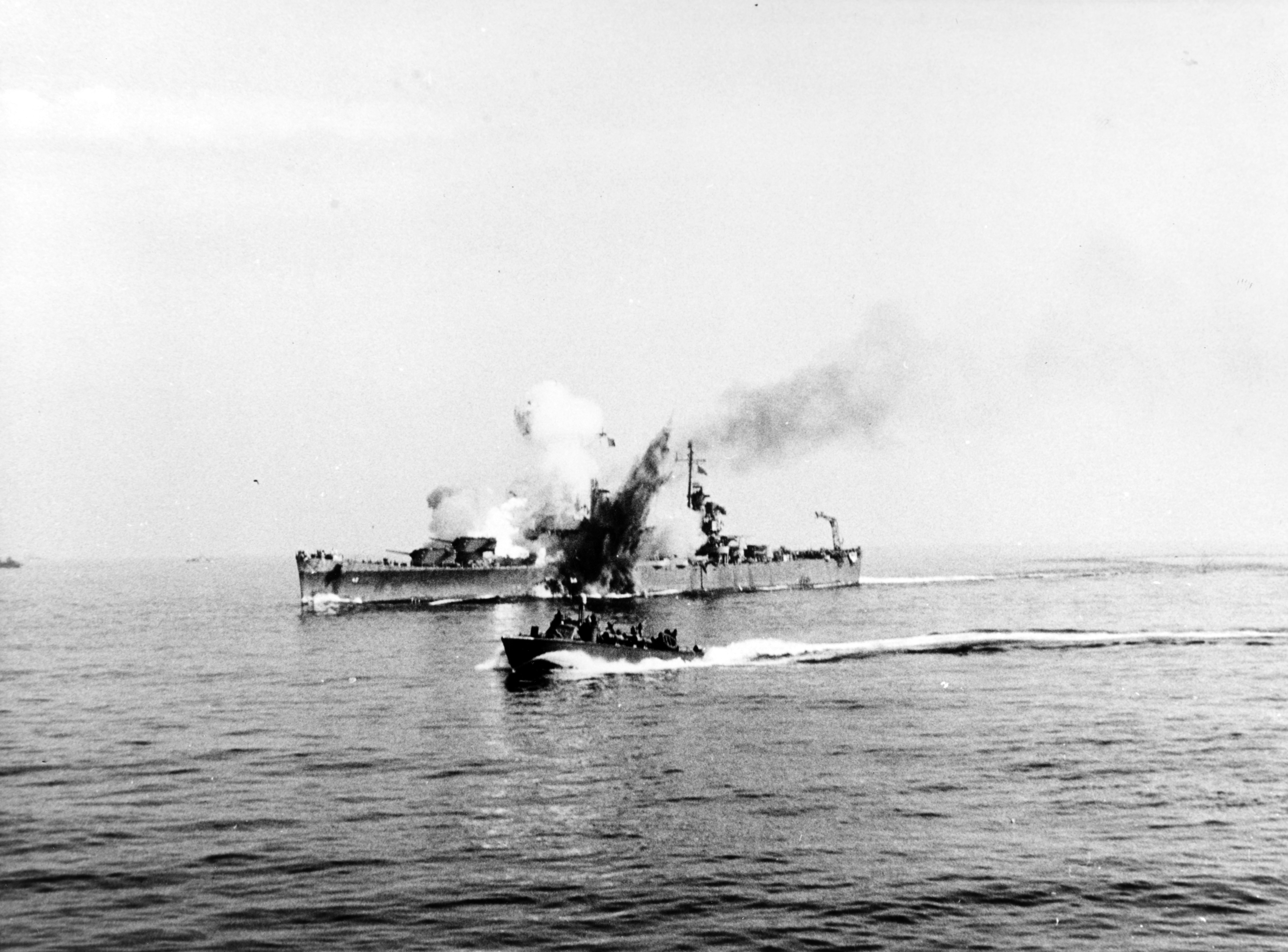
Salerno, 11 settembre 1943: il momento in cui il Savannah viene centrato da una bomba guidata tedesca

Parte della Southern Attack Force, il Savannah partecipò il 9 settembre 1943 agli sbarchi nella zona di Salerno (operazione Avalanche): i cannoni dell'incrociatore batterono duramente le posizioni nemiche infliggendo dure perdite ai difensori tedeschi. Nei giorni successivi l'incrociatore continuò a operare al largo della testa di ponte di Salerno in missioni di fuoco a sostegno dei reparti a terra, sostenendo senza danni diversi attacchi aerei da parte della Luftwaffe; l'unità sparò un totale di 645 colpi di grosso calibro in risposta a undici distinte richieste di supporto arrivate dalle truppe a terra, guadagnandosi il plauso dei reparti dell'esercito. La mattina dell'11 settembre il Savannah finì sotto un nuovo attacco aereo tedesco: un bombardiere Dornier Do 217 riuscì a sganciare una bomba planante a guida radio Ruhrstahl SD 1400 che centrò in pieno l'incrociatore. L'ordigno colpì la torre d'artiglieria numero 3, penetrò attraverso tre ponti ed esplose nel sottostante deposito delle munizioni della torre, causando uno squarcio nella chiglia e una grossa falla sul lato sinistro dello scafo. Privo di energia elettrica, per 15 minuti l'equipaggio combatté contro gli incendi e le esplosioni secondarie da essi innescate, finché, anche grazie all'acqua di mare che penetrò nello squarcio dello scafo, le fiamme non furono domate.
Con l'assistenza di due rimorchiatori, il Savannah riuscì a ritirarsi dalla zona e a raggiungere la base di Malta il 12 settembre. L'attacco causò un totale di 197 morti e 15 feriti gravi tra i membri dell'equipaggio del Savannah; quattro marinai rimasero per 60 ore intrappolati in un compartimento invaso dall'acqua e furono liberati solo dopo che la nave ebbe raggiunto Malta. Il tenente John J. Kirwin, ufficiale della torre numero 3 rimasto ucciso mentre dirigeva i soccorsi, fu insignito postumo della Navy Cross (la più alta onorificenza della United States Navy) e il tenente comandante John O. Spee, responsabile del controllo danni della nave e anch'egli rimasto ucciso durante le operazioni di spegnimento degli incendi, ricevette la Legion of Merit; altri due marinai distintisi durante le operazioni di soccorso furono insigniti della Silver Star.

### Ultime operazioni

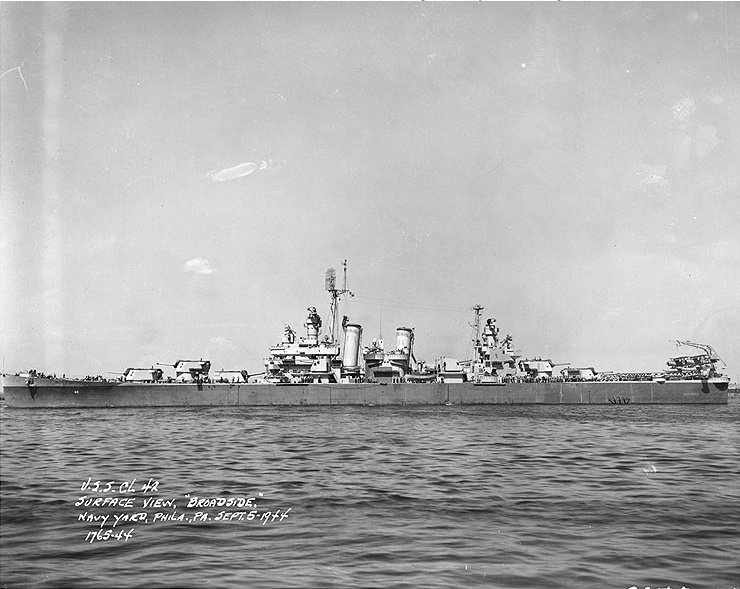
Il Savannah nel settembre 1944, poco dopo il suo rientro in servizio

L'incrociatore ricevette lavori di riparazione d'emergenza a Malta, lasciando poi l'isola il 7 dicembre per rientrare negli Stati Uniti facendo sosta a Tunisi, Algeri e Bermuda; il 23 dicembre il Savannah fu quindi messo in cantiere nel Philadelphia Naval Shipyard per ricevere le sistemazioni finali. I lavori di riparazione si protrassero per otto mesi, e l'incrociatore non tornò operativo prima del 4 settembre 1944.
Dopo il rientro in servizio, il Savannah prese parte a manovre d'addestramento presso la Baia di Chesapeake per poi unirsi, il 21 gennaio 1945, alla scorta dell'incrociatore USS Quincy in rotta per il Mediterraneo con a bordo il presidente Franklin Delano Roosevelt, diretto alla conferenza di Jalta; la formazione giunse Malta il 2 febbraio, da dove Rossevelt proseguì per Jalta a bordo di un aereo. Il Savannah diresse quindi insieme al Quincy e ai cacciatorpediniere di scorta per Alessandria d'Egitto, dove il 15 febbraio riprese a bordo Roosevelt di rientro dalla conferenza; la formazione rientrò poi negli Stati Uniti il 27 febbraio senza aver registrato incidenti di sorta.
Il Savannah trascorse il resto del periodo bellico impegnato principalmente in operazioni di addestramento al largo della costa orientale degli Stati Uniti e nei Caraibi, svolgendo funzioni di nave scuola. Dopo la conclusione delle ostilità, il 20 novembre 1945 l'incrociatore raggiunse Le Havre in Francia per imbarcare 1 400 soldati richiamati dal teatro di guerra europeo e riportarli negli Stati Uniti; un secondo viaggio di rimpatrio truppe fu poi portato a termine dalla nave in dicembre. Il 19 dicembre l'incrociatore raggiunse il porto di Filadelfia per essere disattivato come unità operativa; la nave fu posta ufficialmente in riserva il 22 aprile 1946 e quindi ritirata dal servizio il 3 febbraio 1947. Il venerabile incrociatore fu cancellato dai registri navali il 1º marzo 1959, anche se fu solo il 25 gennaio 1966 che lo scafo dell'unità venne venduto alla Bethlehem Steel Company di Bethlehem per lo smantellamento.
Per il suo servizio in guerra, il Savannah fu insignito di tre Battle star.